# Duffus
Duffus (gaélique écossais : Dubhais) est un village de Moray en Écosse, centré sur une Mercat Cross. L'auberge du village, ainsi que le magasin local, le bureau de poste et la salle polyvalente constituent le point focal de la commune. Non loin se trouvent les ruines du château de Duffus, la kirk de St. Peter, et le palais de Spynie.
Duffus a notamment gagné le prix de "Petit village le mieux conservé de l'Écosse du Nord"[réf. nécessaire]. À l'est se trouve le collège de Gordonstoun qui s'étale sur 0,61 km2..

## Histoire
Le nom du village Duffus provient des terres de Duffus à Moray, en Écosse. Ce qui est actuellement connus sous le nom de la paroisse de Duffus regroupe les terres de l'ancienne baronnie de Duffus qui comprend 38,71 km2. Le nom de Duffus a connu de nombreuses variations d'orthographe: En 1290, Dufhus et en 1512, Duffous. Le nom est probablement une concaténation de deux mots gaéliques, dubh et uisg, signifiant "eaux noires". À une époque, la région était sous le niveau des mers, et les lochs de Spynie ainsi que les eaux stagnantes étaient une caractéristique remarquable de l'endroit.
Duffus est le lieu de départ de la famille de Moravia, puissante famille régionale du Moyen Âge. La famille est probablement d'origine flamande. Freskin de Moravia vient du sud depuis ses terres en Lothian en tant que partie de l'armée de David Ier pour écraser une nouvelle rébellion des hommes de Moray. À ses côtés se trouve l'ancêtre du Clan Innes, qui devient ensuite son voisin.